# Nová Ves nad Žitavou
Nová Ves nad Žitavou és un poble i municipi d'Eslovàquia que es troba a la regió de Nitra, al sud-oest del país. Compta amb una població de 1354 habitants (2022).

## Història
La primera menció escrita de la vila es remunta al 1075.

## Demografia
| Godina             | 1994 | 2004   | 2014   | 2024   |
| ------------------ | ---- | ------ | ------ | ------ |
| Nombre de persones | 1321 | 1273   | 1340   | 1392   |
| Diferència         |      | −3,63% | +5,26% | +3,88% |

| Godina             | 2023 | 2024   |
| ------------------ | ---- | ------ |
| Nombre de persones | 1391 | 1392   |
| Diferència         |      | +0,07% |